# Carl Metzner
Carl Conrad Max Metzner (* 12. Oktober 1846 in Prudnik; † 27. Oktober 1909 in Prudnik) war ein deutscher Schornsteinfeger, Maurer, Politiker und Mitglied des Deutschen Reichstags.

## Leben
Metzner besuchte die Elementar- und gehobene Bürgerschule seiner Vaterstadt. Er bereiste fast sieben Jahre als Handwerksbursche Deutschland, Holland, Frankreich, die Schweiz und Österreich und bestand die Meisterprüfung als Schornsteinfeger bei der Königlichen Regierung in Merseburg 1868 und als Maurermeister bei der Baugewerks-Innung in Neustadt. Metzner war Erster Vorsitzender des Handwerkervereins in Neustadt und Ehrenmitglied des Allgemeinen Deutschen sowie des Bayerischen Handwerkerbundes sowie Ehrenpräsident des Innungsverbandes für den Regierungs-Bezirk Oppeln. Weiter war er Mitglied und Abteilungs-Vorsitzender der Gewerbekammer für den Regierungs-Bezirk Oppeln.
Von 1882 bis 1908 war er Mitglied des Preußischen Hauses der Abgeordneten und von 1887 bis 1898 war er Mitglied des Deutschen Reichstags für den Wahlkreis Regierungsbezirk Oppeln 4 (Lublinitz, Tost-Gleiwitz) und die Deutsche Zentrumspartei.